# Billy Joe DuPree
Billy Joe DuPree (* 7. März 1950 in Monroe, Louisiana, USA) ist ein ehemaliger US-amerikanischer American-Football-Spieler. Er spielte als Tight End in der National Football League (NFL) bei den Dallas Cowboys.

## Jugend
Billy Joe DuPree wuchs in Monroe auf und besuchte in West Monroe die High School. Mit seiner Schulmannschaft konnte er zweimal die Ligameisterschaft gewinnen und wurde zum stellvertretenden Mannschaftskapitän gewählt.

## Spielerlaufbahn

### Collegekarriere
Im Jahr 1970 wechselte Billy Joe DuPree an das College. Er spielte mit Joe DeLamielleure für die Mannschaft der Michigan State University auf der Position eines Tight End. Obwohl die Michigan State Spartans mit ihrer Offense das Laufspiel präferierten, konnte er landesweit auf sich aufmerksam machen. Er wurde für ein Auswahlspiel nominiert und zum All American gewählt.

### Profikarriere
Im Jahr 1972 hatte der Tight End der Dallas Cowboys und späteres Mitglied in der Pro Football Hall of Fame Mike Ditka seine Laufbahn beendete. Die Cowboys waren bei der Suche nach adäquaten Ersatz auf Billy Joe DuPree aufmerksam geworden.
Im Jahr 1973 wurde er folglich von den von Tom Landry trainierten Cowboys in der ersten Runde an 20. Stelle im NFL Draft gezogen. Die Cowboys hatten sich unter Landry mit Spielern wie Drew Pearson, Bob Hayes oder Calvin Hill zu einer Spitzenmannschaft entwickelt. Bereits in seinem Rookiespieljahr wurde DuPree als Starter eingesetzt. Bis zum Ende seiner Laufbahn sollte er kein einziges Spiel seiner Mannschaft verpassen. Seine 41 gefangenen Touchdowns stellten ein Mannschaftsrekord dar, der erst im Jahr 2012 durch Jason Witten gebrochen wurde.
Dupree konnte mit der Mannschaft aus Dallas in der Regular Season 1975 10 von 14 Spielen gewinnen. Nach einem 37:7-Sieg im NFC Championship Game über die Los Angeles Rams musste sich das Team aus Texas den Pittsburgh Steelers, die von Chuck Noll betreut wurden, geschlagen geben und verlor im Super Bowl X knapp mit 21:17.
Im Jahr 1977 konnte DuPree mit den Dallas Cowboys seinen einzigen Super Bowl gewinnen. Er trat mit seinem Team nach zwölf Siegen bei zwei Niederlagen in der Regular Season in die Play-offs ein. Gegner waren zunächst die Chicago Bears, die mit 37:7 besiegt wurden. DuPree konnte einen Pass von Quarterback Roger Staubach zu einem Touchdown verwerten. Der Sieg erbrachte den Einzug in das NFC Championship Game, wo die Minnesota Vikings bei ihrer 23:6-Niederlage chancenlos blieben. Diesem Spiel folgte ein 27:10-Sieg über die Denver Broncos im Super Bowl XII. Mit vier gefangenen Pässen zu einem Raumgewinn von 66 Yards konnte DuPree maßgeblich zum Sieg der Cowboys beitragen.
Im Jahr 1978 gewann DuPree seinen dritten Titel in der National Football Conference. Mit fünf Passfängen zu einem Raumgewinn von 59 Yards konnte er in den Play-offs entscheidend zum 27:20-Sieg seiner Mannschaft über die Atlanta Falcons beitragen. Erneut konnten danach die Los Angeles Rams im NFC Championship Game geschlagen werden. Dem 28:0-Sieg über die Rams, DuPree konnte einen Touchdown in dem Spiel erzielen, stand allerdings eine 35:31-Niederlage gegen die Pittsburgh Steelers im Super Bowl XIII entgegen. Trotz eines erzielten Touchdowns konnte DuPree dies nicht verhindern.
DuPree blieb noch weitere fünf Jahre bei den Cowboys aktiv und beendete 1983 seine Laufbahn.

## Ehrungen
Billy Joe DuPree ist Mitglied in der Louisiana Sports Hall of Fame. Er spielte dreimal im Pro Bowl und wurde dreimal zum All Pro gewählt. Seine Collegemannschaft hat ihn in das All-Time-Team aufgenommen.

## Quelle
- Jens Plassmann: NFL – American Football. Das Spiel, die Stars, die Stories (= Rororo 9445 rororo Sport), Rowohlt, Reinbek bei Hamburg 1995, ISBN 3-499-19445-7
- Peter Golenbock: Landry’s Boys: An Oral History of a Team and an Era, Triumph Books, 2005, ISBN 1-61749-954-4
- Brian Jensen, Troy Aikman: Where Have All Our Cowboys Gone, 2005, ISBN 1-4616-3611-6